# Драгутин Драгиша Милутиновић
Драгутин Драгиша Милутиновић (Београд, 17. новембар(по ст. кал.)/29. новембар 1840 — Панчево, 3. децембар(по ст. кал.)/16. децембар 1900) био је српски инжењер, архитекта и историчар уметности, наставник у Великој школи и члан Српског ученог друштва.

## Биографија
Син је Симе Милутиновића Сарајлије и Марије. Студирао је грађевинарство у Берлину, Минхену и Карлсруеу.
У Србији је радио у Министарству грађевина. У сарадњи са Михаилом Валтровићем снимао је и проучавао српске средњовековне споменике. Био је и један од чланова оснивача и члан прве Управе Српског археолошког друштва 1883. године. Значајни су његови пројекти неколико типова малих цркава, инжењерски рад на пресецању нове пруге Београд-Алексинац, као и Београдска железничка станица (1884). Урадио је урбанистички план нове вароши Даниловграда у Црној Гори; пројектовао је приватне зграде и иконостасе за цркву Светог Ђорђа у Новом Саду; у Долову код Панчева итд.
Изабран је за дописног члана Московског археолошког друштва (1878) и почасног члана Српске краљевске академије (1892).